# التفسير الفلسفي
تفسير الفلاسفة للقرآن هو أحد مناهج التفسير، وهو ما يعرف بالتفسير الفلسفي، فمع توسع الفتوحات الإسلامية؛ فإنه واكب هذا التوسع حركة كبيرة لترجمة كتب الفلسفة والمنطق، فقرأ بعض المسلمين هذه الكتب فوجدوها تتعارض مع الدين، فكرَّسوا حياتهم للرد عليها، وتنفير الناس منها. وبعضهم أعجبوا بها إلى حد كبير، رغم ما فيها من نظريات تبدو متعارضة مع نصوص القرآن الكريم. ثم إن الفلاسفة الموفِّقين بين الدين والفلسفة، كانت لهم طريقتان، الأول: طريق التعمق والتحليل الدقيق لمعنى الآية ضمن المنهج الأصولي في التفسير. والثاني: طريق إخضاع نصوص القرآن إلى فلسفات أجنبية دون ضابط والوصول إلى نتائج باطلة شرعًا وعقلًا.

## نشأة التفسير الفلسفي
مع توسع الفتوحات الإسلامية للبلاد والشعوب والحضارات الأخرى، ودخول أبناء تلك الشعوب في الإسلام؛ فقد واكب هذا حركة كبيرة لترجمة كتب الفلسفة والمنطق وعلوم أخرى لتلك الحضارات إلى اللغة العربية، وبلغ ذلك أَوْجَه في ظل الخلافة العباسية، التي اهتم حكامها اهتمامًا بالغًا بهذه العلوم؛ فقرأ المسلمون بعض هذه الكتب فوجدوها تتعارض مع الدين، فكرَّسوا حياتهم للرد عليها، وتنفير الناس منها، وكان على رأس هؤلاء: الغزالي، والفخر الرازي الذي تعرَّض في تفسيره لنظريات الفلاسفة، التي تبدو في نظره متعارضة مع الدين، ومع القرآن فردَّها وأبطلها بمقدار ما أسعفته الحُجَّة، وانقاد له الدليل. وقرأ بعض المسلمين هذه الكتب فأعجبوا بها إلى حد كبير، رغم ما فيها من نظريات تبدو متعارضة مع نصوص القرآن الكريم؛ لأنهم وجدوا أن في مقدورهم أن يوافقوا بين الحكمة والعقيدة، أو بين الفلسفة والدين، وأن يبينوا للناس أن الوحي لا يناقض العقل في شيء، وأن العقيدة إذا استنارت بضوء الحكمة تمكنت من النفوس، وثبتت أمام الخصوم حتى يصبح الدين فلسفة، والفلسفة دينًا.

## طرق الفلاسفة في التوفيق بين الدين والفلسفة
إن الفلاسفة الموفِّقين بين الدين والفلسفة، كانت لهم طريقتان:
- الطريقة الأولى: هي طريق التعمق والتحليل الدقيق لمعنى الآية ضمن المنهج الأصولي في التفسير، وهو الطريق الذي اتبعه الكندي وابن رشد.
- الطريقة الثانية: هي طريق إخضاع نصوص القرآن إلى فلسفات أجنبية دون ضابط والوصول إلى نتائج باطلة شرعًا وعقلًا.[2]

## الأثر الفلسفي في تفسير القرآن الكريم
لم يكن علماء المسلمين على مبدأ واحد بالنسبة للآراء الفلسفية؛ فمنهم من وقف منها موقف الرفض وعدم القبول، ومنهم من وقف موقف الدفاع عنها والقبول لها، فأما الفريق الرافض لها؛ فإنه لما فسِّر القرآن، اصطدم بهذه النظريات الفلسفية، فرأى من واجبه كمفسِّر أن يعرض لهذه النظريات ويمزجها بالتفسير، إما على طريق الدفاع عنها وبيان أنها لا تتعارض مع نصوص القرآن -وذلك بالنسبة للنظريات الصحيحة عنده- وإما على طريق الرد عليها، وبيان أنها لا يمكن أن تساير نصوص القرآن، وذلك بالنسبة للنظريات التي لا يُسلِّم لها ولا يقول بها. وأما الفريق المدافع عن الفلسفة، المصدِّق بكل ما فيها من نظريات وآراء، فإنه لما فسَّر القرآن وضع الآراء الفلسفية أمام عينيه، ثم نظر من خلالها إلى القرآن، فشرح نصوصه على حسب ما تمليه عليه نزعته الفلسفية.

## أسباب نقد التفسير الفلسفي
- أولًا: إطلاق العنان للعقل وتأملاته، خصوصًا لمَّا يتعلق الأمر بموضوع نصوص القرآن الخبرية المتعلقة بـعالم الغيب.[6]
- ثانيًا: إن التفسير الفلسفي في عمومه لم يكن منضبطًا بمنهج وقواعد علمية موضوعية محررة؛ إذ كان في غالب أمره عبارة عن تأملات عقلية ذاتية تحكمية، صادرة عن مجموعة أفراد أو مذاهب منبوذة.[7]
- ثالثًا: إن التفسير الفلسفي لنصوص القرآن كان يستند في كثير من أسسه المنهجية أو المعرفية على المنقول الفلسفي اليوناني، بالنظر إلى أنه لم يكن عبارة عن تصورات عقلية مجردة، بل كان في كثير من معالم جوهره انعكاسًا لواقع أو لخصوصية فكرية أو حضارية تاريخية.[8]
- رابعًا: استقر اجتهاد الفكر الإسلامي منذ أزمنة التأويل التأسيسية الأولى على نظام منهجي كلي عام مُفاده: النهي عن تفسير القرآن بالعقل المجرد، بالاستناد على مجموعة من النصوص الحديثية، وعدة آثار صادرة عن أجيال القرون الثلاثة الأول، والتفسير الفلسفي كما هو معلوم؛ لُبّه قائم على منهج التأويل العقلي.[9]
- خامسًا: إن رفض المنظور الفلسفي لتفسير نصوص القرآن في بعض نصوص التراث الإسلامي لم يكن رفضًا للمنظور الفلسفي في حد ذاته، بل كان الرفض يقوم في الغالب على إخضاع نصوص القرآن لمقررات فلسفية منقولة محملة خارجية عن نَسَقِه أو نَفَسِه العام، أو مناقضة لدلالاته وأحكامه النصية السياقية.[10]

## نماذج من التفسير الفلسفي المذموم
وهو التفسير الذي قصد به تدعيم الفلسفة، وخدمتها على حساب القرآن الكريم:
فمن تفسير الفارابي في كتابه فصوص الحكم أنه يفسر الأولية والآخرية الواردة في قوله تعالى في سورة الحديد: {هُوَ الْأَوَّلُ وَالْآخِرُ} [سورة الحديد، آية: 3]، تفسيرًا أفلوطونيًّا، مبنيًّا على القول بِقدَم العالَم فيقول: إنه الأول من جهة أنه منه ويصدر عنه كل موجود لغيره، وهو أول من جهة أنه بالوجود لغاية قُربه منه، أول من جهة أن كان زماني يُنسب إليه بكون، فقد وُجِدَ زمان لم يوجد معه ذلك الشيء، ووُجِدَ إذ وُجِدَ معه لا فيه. هو أول؛ لأنه إذا اعتبر كل شيء كان فيه أولًا أثره، وثانيًا قبوله لا بالزمان. هو الآخر؛ لأن الأشياء إذا لوحظت ونُسِبَتْ إليه أسبابها ومباديها وقف عنده المنسوب؛ فهو آخر لأنه الغاية الحقيقية في كل طلب. [التفسير والمفسرون، مكتبة وهبة، محمد حسين الذهبي، الطبعة السابعة، سنة النشر 2000م: (2/310)] ومن الشروح الفلسفية للقرآن أيضًا؛ ما نجده في رسائل إخوان الصفا، الذين كانوا يمتُّون في أغلب الظن بصلة إلى الباطنية الإسماعيلية؛ فمن ذلك أنهم يشرحون الجنة والنار بما يُفهم منه أن الجنة هي عالَم الأفلاك، وأن النار هي عالَم ما تحت فلك القمر، وهو عالَم الدنيا؛ ففي حديثهم عن تجرد النفس واشتياقها إلى عالَم الأفلاك، يقررون أنه لا يمكن الصعود إلى ما هناك بهذا الجسد الثقيل الكثيف، ويقولون: إن النفس إذا فارقت هذه الجنة، ولم يعقها شيء من سوء أفعالها، أو فساد آرائها، وتراكم جهالاتها، أو رداءة أخلاقها، فهي هناك في عالَم الفلك في أقل من طرفة عين بلا زمان.